# Vittoria
Vittoria ist eine Stadt im Freien Gemeindekonsortium Ragusa in der Region Sizilien in Italien mit 64.649 Einwohnern (Stand 31. Dezember 2023).

## Lage und Daten
Vittoria liegt an den südlichen Ausläufern der Monti Iblei in einer Höhe von 168 m s.l.m., 28 km westlich von Ragusa entfernt. Östlich des Stadtkerns fließt der Fluss Ippari, in der Vergangenheit eine wichtige Wasserversorgung für die Stadt Vittoria.
Der Weinanbau hat in Vittoria eine lange Tradition. Durch den Bau von Treibhäusern hat die Produktion von Gemüse und Obst an Bedeutung gewonnen.
Vittoria liegt an der Bahnstrecke Canicattì–Syrakus. Die Nachbargemeinden sind Acate, Chiaramonte Gulfi, Comiso und Ragusa.

## Klima
Vittoria liegt in den nördlichen Subtropen. Das lokale Klima zeichnet heiße, trockene Sommer und milde, regenarme Winter aus. In den Sommermonaten liegt die Tagesdurchschnittstemperatur bei etwa 23 °C, in den Wintermonaten um 12 °C. In den Monaten Juni, Juli und August bringt der Scirocco besondere Schwüle in die Stadt. Der durchschnittliche jährliche Niederschlag liegt bei ca. 500 mm.

## Geschichte
Am 24. April 1607 wurde die Gemeinde von der Gräfin Vittoria Colonna, Tochter des spanischen Vizekönigs Marcantonio Colonna, gegründet. 1693 wurde die Stadt von einem Erdbeben stark beschädigt und danach streng geometrisch wieder aufgebaut.

## Sehenswürdigkeiten

### In der Stadt
- Piazza del Popolo, Mittelpunkt der Stadt
- Städtisches Theater, erbaut von 1869 bis 1877 von Bartolo Morselli in klassizistischem Stil
- Kirche Madonna delle Grazie, erster Bau ab 1612, bei dem Erdbeben 1693 zerstört und ab 1754 wieder aufgebaut
- Kirche Chiesa Madre, erbaut im Barockstil
- Paläste und Villen im Jugendstil
- Museo Civico mit Exponaten zur Stadtgeschichte

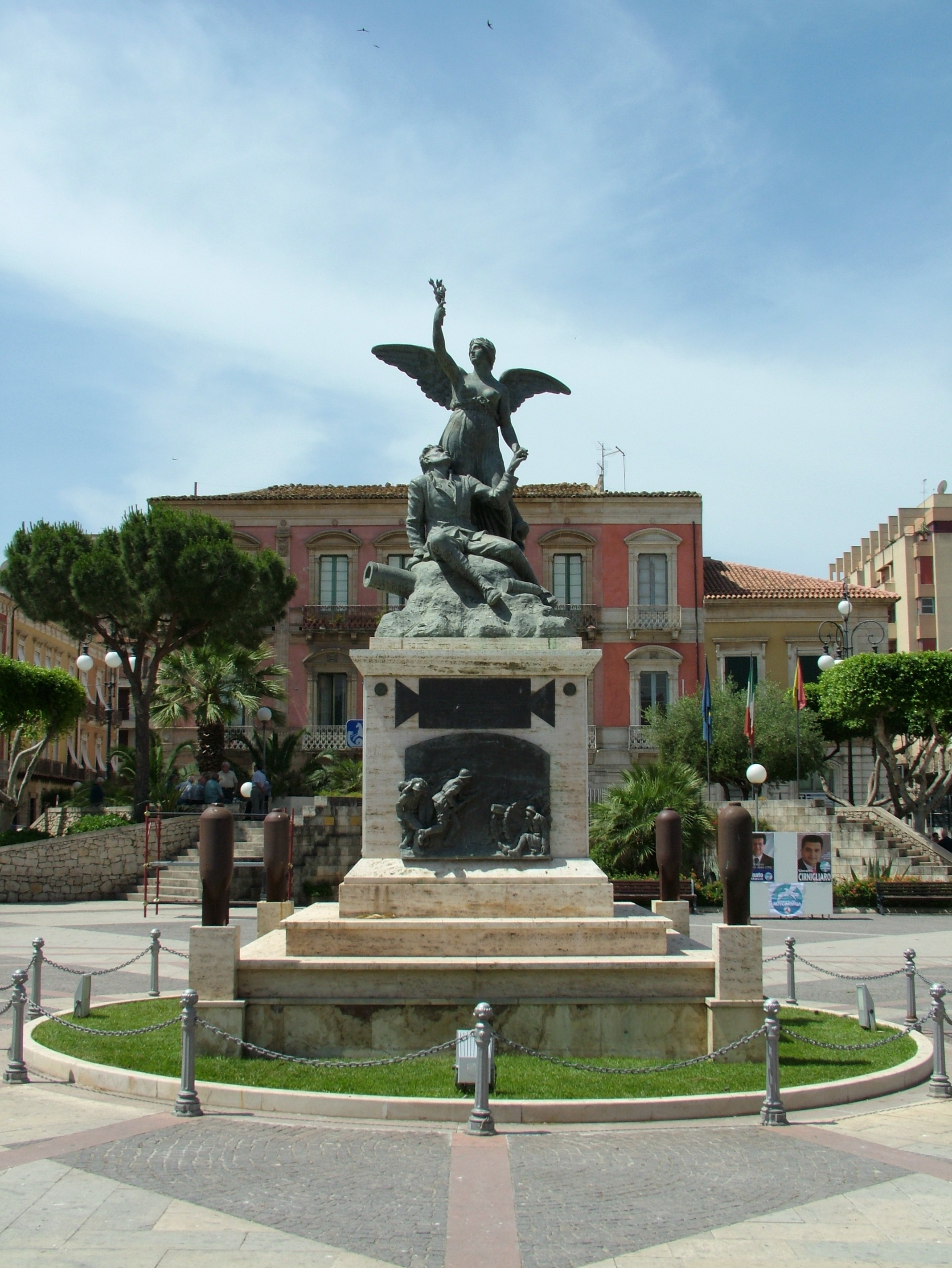
Piazza del Popolo
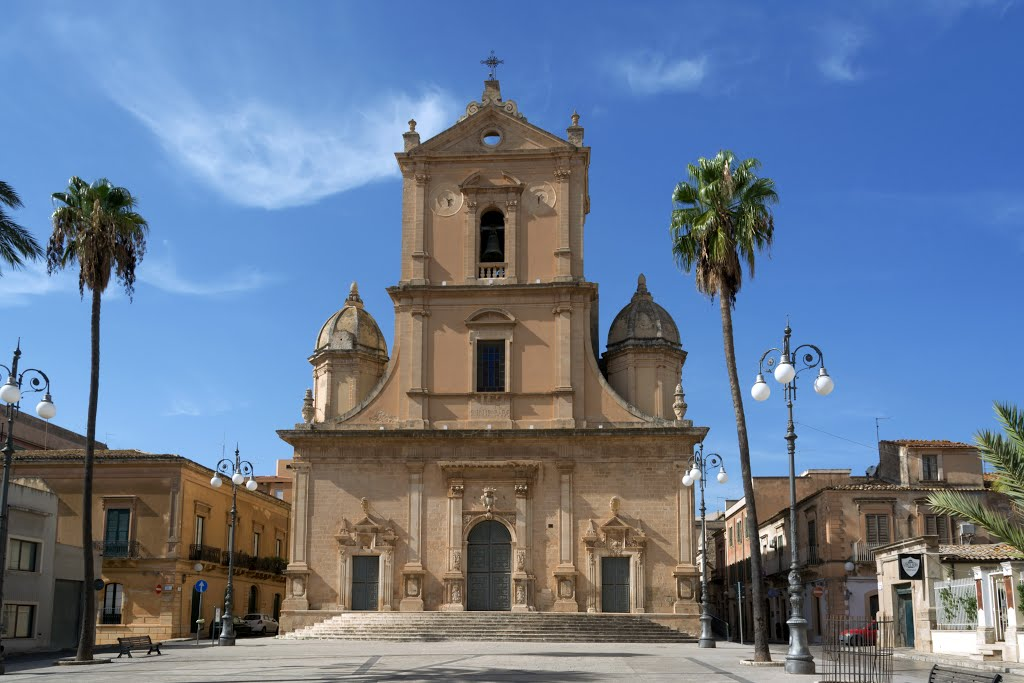
Basilica di San Giovanni Battista
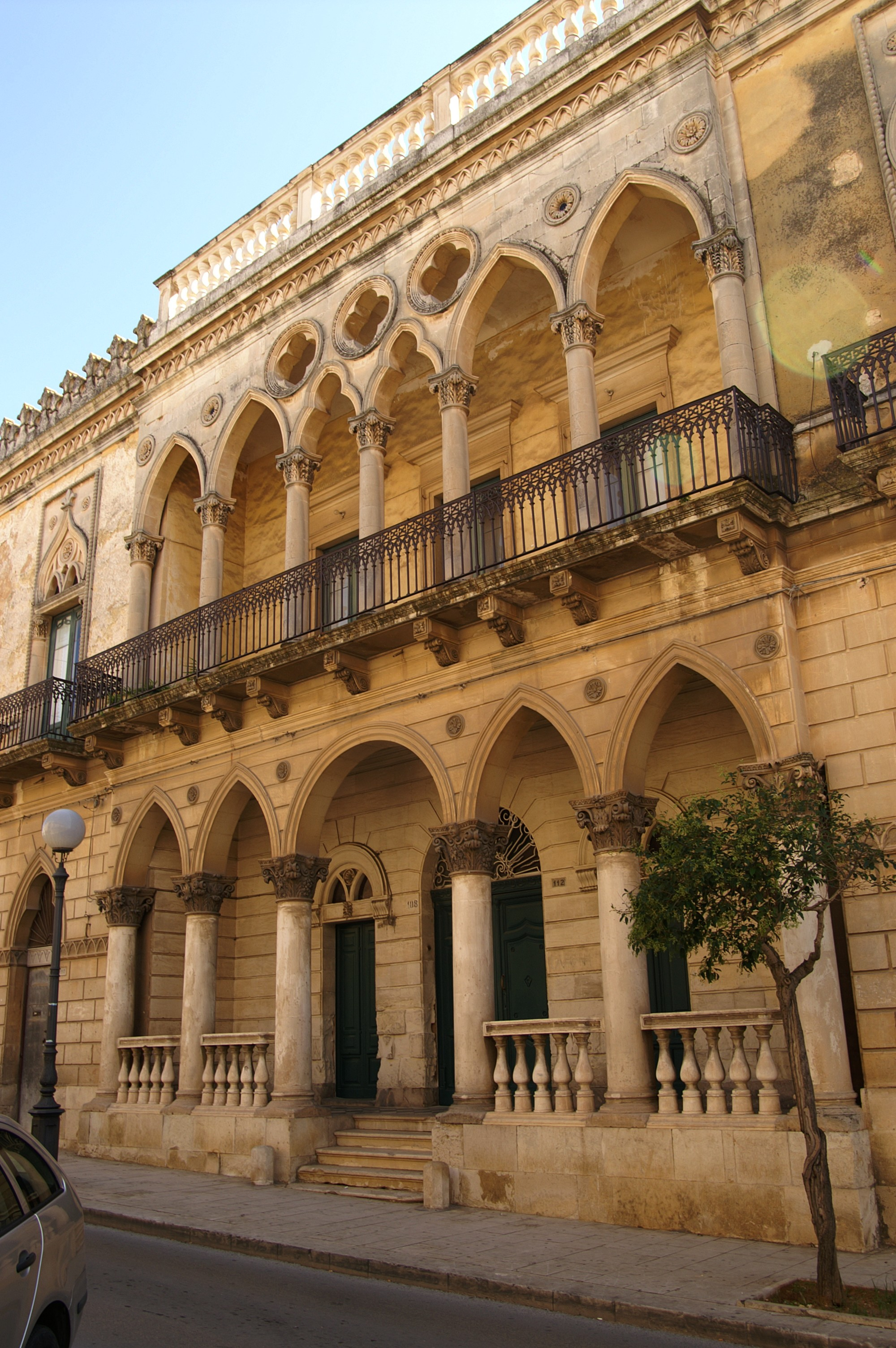
Palazzo Traina

### In der Umgebung
- Die Ausgrabungen in Kamarina liegen 16 km südwestlich von Vittoria an der Küste.

## Jazz Festival
Seit 2008 findet an zwei Wochen im Juni das Vittoria Jazz Festivali statt, von der Stadt Vittoria und der der Jazz-Vereinigung Siziliens (Sicily Jazz Music) getragen. Musikalischer Leiter ist der in Vittoria geborene Altsaxofonist Francesco Cafiso (* 1989). Hier traten unter anderem Stefano Bollani, Aldo Romano, Andrew McCormack, Marzio Scholten, Enzo Zirilli, Bassist Nello Toscano und Carlo Cattano auf. Die Veranstaltungen sind frei. Häufig sind Wein-Gustationen (Rotwein Cerasuolo di Vittoria) mit den Konzerten, die oft unter freiem Himmel auf Plätzen der Stadt stattfinden, verbunden. Es finden Jazz-Workshops statt und ein Nachwuchswettbewerb, gesponsert vom örtlichen Rotary Club.

## Städtepartnerschaften
Partnerstädte Vittorias sind
Mátészalka in Ungarn, Medina de Rioseco	in Spanien und Siġġiewi auf Malta.

## In Vittoria geboren
- Paolo Enrico Arias (1907–1998), Archäologe
- Mario Russotto (* 1957), römisch-katholischer Geistlicher, Bischof von Caltanissetta ab 2003
- Danilo Napolitano (* 1981), Radrennfahrer
- Luca Marin (* 1986), Schwimmer
- Cristina Scuccia (* 1988), Ordensschwester
- Francesco Cafiso (* 1989), Jazzmusiker